# Сормовская ТЭЦ
Сормовская ТЭЦ — одно из ключевых предприятий энергетики в Нижнем Новгороде. Входит в состав ПАО «Т Плюс».

## Собственники
В 2004 году Сормовская ТЭЦ входила в состав ОАО «Нижновэнерго».
По состоянию на 2006 год собственником ТЭЦ являлась ОАО «Нижегородская генерирующая компания» (основные акционеры ОАО «ТГК-6», ЗАО «КЭС»).
В марте 2010 года 100 % обыкновенных акций ОАО «Сормовская ТЭЦ» были приобретены компанией ТГК-6.
В ходе реорганизации генерирующих активов КЭС Холдинга 1 декабря 2014 года станция вошла в состав Нижегородского филиала Группы «Т Плюс» (до июня 2015 года ОАО "Волжская ТГК").

## История
Строительство теплоцентрали, предназначенной для снабжения паром и горячей водой предприятий и жилых микрорайонов заречной части города, началось в феврале 1968 года.
Для этого в болотистой Бурнаковской низине с помощью двух земснарядов было засыпано песком 70 га территории.
22 декабря 1974 года введён в эксплуатацию турбогенератор № 1.
В октябре 1975 года состоялся пуск первой очереди ТЭЦ, а в октябре 1981 года — второй очереди. Установленная электрическая мощность станции достигла 340 МВт, тепловая — 646 Гкал/час.
После проведённой в 2008—2010 годах модернизации турбоагрегатов № 1 и № 2 по проекту «Янтарь», электрическая мощность станции была увеличена до 350 МВт.

## Перечень основного оборудования
| Агрегат                                         | Тип                             | Изготовитель                                     | Количество | Ввод в эксплуатацию | Основные характеристики | Основные характеристики | Источники   |
| Агрегат                                         | Тип                             | Изготовитель                                     | Количество | Ввод в эксплуатацию | Параметр                | Значение                | Источники   |
| ----------------------------------------------- | ------------------------------- | ------------------------------------------------ | ---------- | ------------------- | ----------------------- | ----------------------- | ----------- |
| Оборудование паротурбинных установок I очереди  |                                 |                                                  |            |                     |                         |                         |             |
| Паровой котёл                                   | ТГМ-84Б                         | Таганрогский котельный завод «Красный котельщик» | 2          | 1974 г. 1975 г.     | Топливо                 | газ, мазут              | [ 8 ] [ 9 ] |
| Паровой котёл                                   | ТГМ-84Б                         | Таганрогский котельный завод «Красный котельщик» | 2          | 1974 г. 1975 г.     | Производительность      | 420 т/ч                 | [ 8 ] [ 9 ] |
| Паровой котёл                                   | ТГМ-84Б                         | Таганрогский котельный завод «Красный котельщик» | 2          | 1974 г. 1975 г.     | Параметры пара          | 140 кгс/см2, 550 °С     | [ 8 ] [ 9 ] |
| Паровая турбина                                 | ПТ-65/75-130/13                 | Ленинградский металлический завод                | 2          | 1974 г. 1975 г.     | Установленная мощность  | 65 МВт                  | [ 8 ] [ 9 ] |
| Паровая турбина                                 | ПТ-65/75-130/13                 | Ленинградский металлический завод                | 2          | 1974 г. 1975 г.     | Тепловая нагрузка       | 139 Гкал/ч              | [ 8 ] [ 9 ] |
| Оборудование паротурбинных установок II очереди |                                 |                                                  |            |                     |                         |                         |             |
| Паровой котёл                                   | ТГМ-84Б                         | Таганрогский котельный завод «Красный котельщик» | 2          | 1978 г. 1981 г.     | Топливо                 | газ, мазут              | [ 8 ] [ 9 ] |
| Паровой котёл                                   | ТГМ-84Б                         | Таганрогский котельный завод «Красный котельщик» | 2          | 1978 г. 1981 г.     | Производительность      | 420 т/ч                 | [ 8 ] [ 9 ] |
| Паровой котёл                                   | ТГМ-84Б                         | Таганрогский котельный завод «Красный котельщик» | 2          | 1978 г. 1981 г.     | Параметры пара          | 140 кгс/см2, 550 °С     | [ 8 ] [ 9 ] |
| Паровая турбина                                 | Т-100/120-130-3 Т-100/120-130-4 | Уральский турбинный завод                        | 2          | 1978 г. 1981 г.     | Установленная мощность  | 110 МВт                 | [ 8 ] [ 9 ] |
| Паровая турбина                                 | Т-100/120-130-3 Т-100/120-130-4 | Уральский турбинный завод                        | 2          | 1978 г. 1981 г.     | Тепловая нагрузка       | 184 Гкал/ч              | [ 8 ] [ 9 ] |